# Codépendance
La codépendance (également co-dépendance, co-narcissisme ou narcissisme inversé) est, en psychologie, une tendance à faire preuve au sein de relations interindividuelles d'une passivité particulière, ou à mettre en place des rapports avec les autres d'une manière qui puisse en fin de compte affecter négativement les relations en question et la qualité de vie de la personne.
Cela implique également souvent d'attribuer une priorité plus basse à ses propres besoins, tout en se préoccupant excessivement des besoins des autres. La codépendance peut apparaître dans tous types de relations, notamment familiales, professionnelles, amicales, amoureuses, ou sociales.
La codépendance est généralement caractérisée par des comportements de déni, un manque de confiance en soi, un conformisme excessif, ou des comportements de contrôle.

## Développement et étendue du concept
Historiquement, le concept de codépendance vient directement des alcooliques anonymes, à la suite de la prise de conscience que le problème ne vient pas seulement de l'alcoolique, mais aussi de la famille et des amis de l'alcoolique.
Le concept a été par la suite utilisé dans un sens plus général pour représenter la façon dont la personne codépendante est attachée à une autre personne pour nourrir un besoin d'approbation, de prise en charge, etc. Dans ce sens, le concept recouvre partiellement le concept clinique du trouble de la personnalité dépendante s'attachant à une personnalité plus forte.

## Caractéristiques et comportements liés à la codépendance
Le concept de codépendance décrit des comportements, pensées et sentiments qui vont au-delà des formes normales de sacrifice de soi et de soin d'autrui. Par exemple, être parent est un rôle qui nécessite un certain sacrifice de soi ainsi que donner une grande priorité aux besoins de l'enfant, malgré tout, un parent peut néanmoins être codépendant vis-à-vis de ses propres enfants si les soins ou sacrifices atteignent un niveau maladif ou destructif.
En général, un parent qui prend soin de ses propres besoins (physiques et émotionnels) d'une façon saine sera un meilleur parent, un parent codépendant sera moins efficace[C'est-à-dire ?], ou peut même aller jusqu'à causer du tort à un enfant.
La codépendance ne recouvre pas tous les sentiments de préoccupation des autres et comportements de prise en charge, elle concerne seulement ceux qui sont excessifs à un niveau maladif. Par exemple, la codépendance liée à internet et à la technologie.
En effet, du point de vue de la théorie de l'attachement ou des théories de la relation d'objet, « le risque de devenir dépendant » peut être pour l'adulte auto-suffisant compulsif un progrès psychologique, et « dépendre d'une source en dehors de soi… une dépendance satisfaisante, ou du moins tolérable » sera valorisée en conséquence.
CoDA (en) offre ces caractéristiques et schémas de comportement comme outil pour aider à l'évaluation de soi.